# Josiah Quincy (1802-1882)

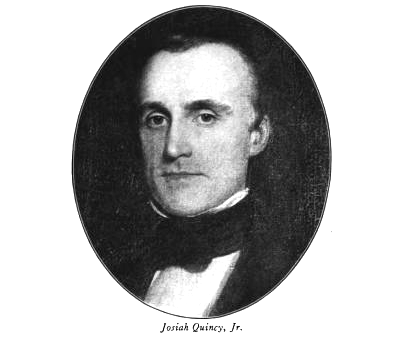
Josiah Quincy

Josiah Quincy jr. (Boston, Massachusetts, 17 januari 1802 – aldaar, 2 november 1882) was burgemeester van Boston van 1845 tot 1849. Hij was de zoon van Josiah Quincy III, zelf burgemeester tussen 1823 en 1828. Ook zijn eigen kleinzoon, die ook Josiah Quincy heette, was tussen 1895 en 1899 burgemeester van dezelfde stad. Ook schreef Quincy Figures in the Past (1882). 
Quincy studeerde rechten aan de Harvard universiteit en studeerde in 1821 af. In 1842 werd hij voorzitter van de senaat van de staat Massachusetts.

## Burgemeesterschap
Een van de eerste verdiensten als burgemeester was het aanleggen van een publieke watervoorziening, die stroomde van het Cochituate meer dicht bij de stad. Ook hield hij zich bezig met het (re)organiseren van de politiemacht van Boston. Naast deze zaken werden onder zijn burgemeesterschap stukken moeras rondom de stad drooggelegd om ze aan private partijen te verkopen. Ook begon in zijn termijn de bouw van de gevangenis van Suffolk County.

## Familie
Quincy's broer Edmund (1808-1877) was een bekende abolitionist en auteur van de biografie van hun vader en een roman, Wensley (1854). Zijn zus Eliza Susan (1798-1884) was de secretaresse van zijn vader en biografe van hun moeder. Quincy trouwde met Mary Jane Miller en kreeg twee zonen: Josiah Phillips (1829-1910), een advocaat die The Protection of Majorities (1876) en Double Taxation in Massachusetts (1889) schreef, en Samuel Miller (1833-1887).